# Neno
Adelino Augusto da Graça Barbosa Barros (Praia, Cabo Verde, Portugal, 27 de enero de 1962-Guimarães, 10 de junio de 2021), conocido como Neno, fue un futbolista portugués que jugaba como portero.

## Trayectoria
Comenzó su carrera en el FC Barreirense y se mudó al Vitória SC en 1984. Después de una temporada ya en la Primeira Liga fichó por el SL Benfica originalmente como respaldo del legendario Manuel Bento.
Luego de una sola temporada en el Vitória FC y una segunda etapa en Guimarães se reincorporó al Benfica pasando a vivir una interesante batalla por el estatus de primera opción con Silvino, que también jugó con ambos equipos de Vitória (pero no en los mismos períodos); fue el titular en la mayor parte en la campaña 1990-1991 y la totalidad de 1993-1994, que terminó en la conquista de la liga.
Tras el traslado de Michel Preud'homme al Estádio da Luz seguido de la Copa Mundial de la FIFA 1994, Neno lo respaldó durante una temporada, pero se fue en 1996 para terminar su carrera con su segundo club, retirándose a los 37 años. Posteriormente se incorporó allí como director, al mismo tiempo estuvo como entrenador de porteros del Vitória SC.
En toda su carrera como futbolista apareció en 242 partidos de la Primeira Liga durante 15 temporadas, representando principalmente al Vitória de Guimarães y al Benfica.

## Selección nacional
Neno jugó nueve partidos con Portugal. Su debut fue el 8 de junio de 1989 en una derrota por 0-4 en un amistoso con Brasil. Su último partido el 24 de enero de 1996 en una derrota por 2-3 ante Francia en otro partido de exhibición. Perdiéndose de su selección para la UEFA Euro 1996 debido al haber perdido el puesto en su club ante el joven Nuno Espírito Santo.

## Clubes
| Club              | País        | Año         |
| ----------------- | ----------- | ----------- |
| Barreirense       | Portugal    | 1981 - 1984 |
| Vitória Guimarães | 1985 - 1985 |             |
| Benfica           | 1985 - 1987 |             |
| Vitória Setúbal   | 1987 - 1988 |             |
| Vitória Guimarães | 1988 - 1990 |             |
| Benfica           | 1990 - 1995 |             |
| Vitória Guimarães | 1995 - 1999 |             |

## Palmarés

### Campeonatos nacionales
| Título                        | Club                 | País     | Año     |
| ----------------------------- | -------------------- | -------- | ------- |
| Copa de Portugal              | Benfica              | Portugal | 1985-86 |
| 1986-87                       |                      |          |         |
| 1992-1993                     |                      |          |         |
| Primeira Liga                 | 1986-87              |          |         |
| Supertaça Cândido de Oliveira | Vitória de Guimarães | 1988     |         |
| Benfica                       | 1990                 |          |         |
| Primeira Liga                 | 1990-91              |          |         |
| 1993-94                       |                      |          |         |